# Jaume Medina
Jaume Medina i Casanovas (* 6. April 1949 in Vic; † 12. März 2023 in Barcelona) war ein katalanischer Philologe, Latinist, Schriftsteller, Übersetzer und Dichter.

## Leben

### Akademischer Lebenslauf
Er besuchte das Gymnasium von seinem Geburtsort. 1972 wurde er Absolvent in klassischer Philologie an der Universität Barcelona. 1976 promovierte er mit einer Dissertation über Die klassischen Rhythmen in der katalanischen Dichtkunst an der Autonomen Universität Barcelona. In dieser Universität lehrt er Latinistik seit 1972. 2009 wurde er Professor. 

### Forschung
Seine Forschungen haben besonders mit der Philologie zu tun. Er hat sich mit der lateinischen Sprache und Literatur aller Zeiten befasst. Seine Spezialitäten sind die Forschung von vulgärem, spätem, mittelalterlichem und humanistischem Latein, zusammen mit klassischer Rhetorik, Verslehre und Stilistik. Er hat sich auch mit der Forschung des römischen Denkens und Zivilisation befasst. Er hat an verschiedenen Lateineinleitungskursen teilgenommen. Er hat auch viele Doktoratkurse geleitet. Er hat mit vielen Forschungsprojekte zusammengearbeitet. Er ist von einem Forschungsprojekt Direktor geworden, dessen wichtigster Zweck die Veröffentlichung der lateinischen Werke Ramon Llulls ist. Als Forscher hat er mehr als drei Hundert Untersuchungen über Latinistik (Sprache und Literatur), klassische Tradition und Katalanistik (Sprache und Literatur) verlegt. Er hat verschiedene Kurse, Seminare und Konferenzen über alte und moderne Literatur erteilt. Er war der Gründer der katalanischen Gesellschaft von klassischen Studien (1979). 1984 war er auch der Koordinator von dem Carles-Riba-Symposion. Er ist Mitglied der Redaktion der Bernat-Metge-Stiftung. Er ist auch Mitarbeiter der Geschichte der katalanischen Literatur von Riquer-Comas-Molas gewesen.
Seine vielfältige Übersetzungen aus Latein ins Katalanische sind auf die Sammlungen von Textos Filosòfics (‚Philosophische Texte‘)  Clàssics del Cristianisme (‚Klassiker des Christentums‘) und Bernat-Metge-Stiftung veröffentlicht worden. Er hat mit dem Raimundus-Lullus-Institut aus der  Albert-Ludwigs-Universität Freiburg (Deutschland) für die Auflage der lateinischen Werke von Ramon Llull zusammengearbeitet. Er hat auch in der Sammlung von Corpus Christianorum, Continuatio Mediaeualis aufgelegt, die in Turnhout (Belgien) von Brepols-Verlag herausgegeben wird. 
Seine Artikel und Studien sind in vielen Forschungs- und Literaturzeitschriften erschienen. Die folgenden können angeführt werden: Presència, Els Marges, Faventia, Reduccions, Llengua & Literatura, Serra d’Or, Revista de Catalunya, L’Avenç, Clot, Faig, Quaderns de Pastoral, Ausa, Qüestions de Vida Cristiana, Cala Murta, Estudis Romànics, Ínsula, Revista de Filología Románica, Revista de lenguas y literaturas catalana, gallega  y vasca, Analecta Sacra Tarraconensia, Quaderns de Versàlia, Llengua Nacional, Studia Lulliana, und die digitalen Zeitschriften Methodos, Mirandum, Convenit, Revista Internacional d’Humanitats, Notandum, Mirabilia.
Außerdem hat er mit den folgenden Tageszeitungen mitgearbeitet: La Vanguardia, El País, Avui, Catalunya Cristiana, El 9 Nou und die digitale Tageszeitung Núvol.

### Literarische Schöpfung
Als literarischer Schöpfer kann er auch hervorgehoben werden. Er gehörte der dichterischen 1970 Generation. Er hatte auch an der Gründung der dichterischen Sammlungen Llibres del Mall und Ausiàs March 1973 teilgenommen, wo er seine ersten Dichtungsbücher veröffentlichte. Er hat auch ein paar Literaturkritik und Essays geschrieben. Er hat auch ein Theaterstück und einen Roman verfasst. Seine Übersetzungen von alten und modernen Autoren haben auch viel Erfolg und Ausbreitung gehabt.

## Werke

### Dichtung
- Temps de tempesta (1974). (katalanisch)
- Encalçar el vent (1976). (katalanisch)
- Dura llavor secreta (1990). (katalanisch)
- D’ara i de sempre (2000). (katalanisch)
- Cobles devotes (2010). (katalanisch)

### Roman
- El Perdut i el seu mirall (2016). (katalanisch)